# Prague (Oklahoma)
Prague is een plaats (city) in de Amerikaanse staat Oklahoma, en valt bestuurlijk gezien onder Lincoln County.

## Demografie
Bij de volkstelling in 2000 werd het aantal inwoners vastgesteld op 2138.
In 2006 is het aantal inwoners door het United States Census Bureau geschat op 2151, een stijging van 13 (0,6%).

## Geografie
Volgens het United States Census Bureau beslaat de plaats een oppervlakte van
4,6 km², geheel bestaande uit land. Prague ligt op ongeveer 308 m boven zeeniveau.

## Plaatsen in de nabije omgeving
De onderstaande figuur toont nabijgelegen plaatsen in een straal van 20 km rond Prague.